# Gouvernement Cairoli I
Royaume d'Italie
Depretis II Depretis III
Le gouvernement Cairoli I (Governo Cairoli I, en italien) est le gouvernement du royaume d'Italie entre le 24 mars 1878 et le 19 décembre 1878, durant la XIIIe législature.

## Composition
Composition du gouvernement
- Gauche historique

### Président du conseil des ministres
Benedetto Cairoli